# Phyllolaimus dentatus
Phyllolaimus dentatus är en rundmaskart som först beskrevs av Christian Wieser 1959.  Phyllolaimus dentatus ingår i släktet Phyllolaimus och familjen Cyatholaimidae. Inga underarter finns listade i Catalogue of Life.